# Eskallonia-ordenen
Eskallonia-ordenen (Escalloniales) er en monotypisk orden, som er oprettet i og med version 3 af APG-systemet fra 2009. Derfor rummer ordenen kun én familie, nemlig den nedennævnte. Alle karakteristika er altså lig med dem, der er fælles for arterne i denne familie, og der henvises til beskrivelsen dér.
| Familie |

- Eskallonia-familien (Escalloniaceae)